# Солнце, луна и пять пиков
Ирворобондо́ (кор. 일월오봉도?, 日月五峯圖?, буквально «Ширма солнца, луны и пяти пиков», также Ирвольто́ кор. 일월도?, 日月圖?, Ирво́ль-коллюндо́ кор. 일월곤륜도?, 日月崑崙圖? ) — корейская ширма, с изображением солнца, луны и пяти пиков, которую устанавливали позади трона вана в эпоху Чосон.

## Описание изображения на ширме
Бо́льшую часть картины заполняет стилизованное изображение пяти горных пиков, центральный из которых несколько выше остальных. Справа над пиками горящее красное солнце, слева — полная луна. Ниже светил изображены четыре горные сосны и два водопада, начинающиеся из ложбин между первым и вторым и между четвёртым и пятыми пиками. Потоки воды низвергаются в озеро, заполняющее передний план картины. Все эти предметы следуют канону, изложенному в древнекитайской книге «Ши цзин». Яркие цвета — известные как танчхэ́ (кор. 당채?, 唐彩?, «китайские цвета») — были закреплены либо животным или рыбьим клеем, что делает ширму блестящей и влагопрочной. Критик Нью-Йорк Таймс, Холланд Коттер описал твёрдые, насыщенные цвета ширмы и устойчивые формы, как привычные в виде «текстильных узоров», и отметил, что эти ширмы имеют «архаичный, „иератический“ взгляд в отличие от китайской или японской живописи того времени».
Устройство и использование ирворобондо как обязательного элемента портрета правителя были подробно описаны в дворцовых протоколах. Различались большие, восьмистворчатые ирворобондо; малые, узкие одностворчатые ширмы-экраны, размещавшиеся не позади правителя, а по бокам от него; и широкие одностворчатые экраны-картины, установленные на массивные резные основания.

## Символическое значение

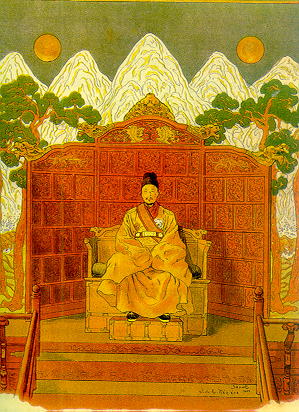
Ирворобондо на портрете Коджона, короля династии Чосон

Нет достоверных документов с раннего периода, объясняющие оригинальную иконографию пяти горных пиков. На основании результатов исследований профессора истории искусств Академии корееведения (Сеул) доктора Ли Сунми Чедвик предположил, что ширма являлась одним из самых важных элементов в тронном зале, а формализованный ландшафт иллюстрирует политическую космологию Чосон. «Почти» красное солнце представляет короля в качестве ян, положительного мужского начала, в то время как белая луна представляет королеву как инь, отрицательный женский принцип. Эти два принципа создают действие вселенной.
Другое объяснение в том, что ширма представляет собой благосклонности Кореи небом, символизирующие Солнце и Луну в равновесии. Когда король сидел впереди этой ширмы, он находился в центральной точке, из которой все силы исходили и к которой возвращались. Таким образом, насыщенная священной силой, ширма демонстрирует политическую космологию как свидетельство благосклонности Небес, мандата и непрерывной защиты правителя.

## История

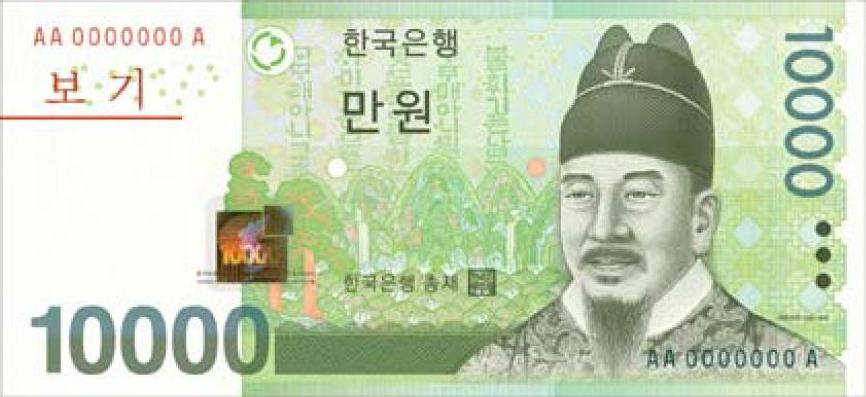
Банкнота в 10000 вон серии VI

Существует несколько версий возникновения традиции. По преданию, она восходит к Чжон До-Чону — главному советнику вана Тхэджо. Чжон До-Чон, инициатор принятия неоконфуцианства как государственной идеологии, впервые использовал символику ирворобондо при украшении дворца Тхэджо 1392 году. Однако эту версию опровергает сохранившаяся картина эпохи Мёнджона (середина XVI века), на которой позади трона нет никакой ширмы. На позднейшей копии этой картины, сделанной в XIX веке, ширма появляется. Возможно, что в действительности традиция возникла лишь в конце XVI века, после имдинской войны в качестве символа власти династии. По данным Национального музея Кореи, первые письменные свидетельства об использовании ирворобондо во дворцах Чосон датируется серединой семнадцатого века. Вероятно, они использовались и ранее — как символ отстранения двора Чосон от традиций предшествовавшей династии.
Дворцовые записи показывают, что новые ширмы производились регулярно, около двадцати из них сохранились. Подлинные ирворобондо экспонируются в королевских дворцах Кёнбоккун, Чхандоккун и Чхангёнгун.
Мотив пяти горных пиков использован в оформлении современной южнокорейской банкноты VI серии в 10 тысяч вон.